# Энти, Фумико
Фумико Энти (яп. 円地 文子 Энти Фумико, 2 октября 1905 года — 12 ноября 1986 года), настоящее имя — Фуми Энти (яп. 円地 富美 Энти Фуми) — японская писательница и драматург. Лауреат премий Объединения писательниц Японии (1953), Номы (1957), Танидзаки (1969) и Ордена культуры (1985).

## Ранняя жизнь
Родилась в Асакусе, Токио в семье Кадзутоси Уэды, специалиста в области японской филологии. Росла болезненным ребёнком, в связи с чем вынуждена была регулярно пропускать занятия в школе, впоследствии обучение прекратилось. Образование получила дома на уроках частных учителей, которых нанимал отец. Во время этих уроков, которые включали и изучение английской, французской и классической китайской литературы, Энти проявила особый интерес к классической японской литературной традиции во многом благодаря своей бабушке, познакомившая внучку не только с японскими классиками, но и также с романами эпохи Эдо и театрами кабуки и бунраку. К тринадцати годам список прочитанных ею произведений включал в себя следующих писателей: Оскар Уайльд, Эдгар Аллан По, Кёка Идзуми, Нагаи Кафу, Рюноскэ Акутагава и особенно Дзюнъитиро Танидзаки, чей садомазохистический эстетизм очаровывал будущую писательницу.
С 1918 по 1922 год Энти посещала среднюю школу для девочек Японского женского университета, но была вынуждена отказаться от обучения в связи с проблемами со здоровьем.

## Литературная карьера
В 1926 году состоялся её дебют: опубликованная в журнале «Кабуки» пьеса «Родные места» (яп. ふるさと Фурусато) была высоко оценена критиками и читателями. После успешного дебюта Энти продолжила сочинять пьесы и совершенствовать мастерство, участвуя в семинаре, проводимом Каору Осанаи, одним из ведущих драматургов театра сингэки.
За этим последовала «Беспокойная ночь поздней весны» (晩 春 騒 夜 Banshun sōya), которая была опубликована в сентябре 1928 года в журнале «Women’s Arts» (女人 芸 術 Nyonin Geijutsu) и в декабре 1928 года поставлена в Маленьком театре Цукидзи. В этой пьесе две артистки, Каёко и Мицуко, попадают в конфликт из-за различных взглядов на искусство и политику. Это была первая пьеса Энти, которая была поставлена на сцене.
В 1930 году вышла замуж за Ёсимацу Энти, корреспондента токийской газеты «Хиби симбун», от которого в 1931 году родила дочь. Затем она начала писать художественную литературу, но в отличие от её дебюта в качестве драматурга, ей было очень трудно опубликовать её рассказы. Тем не менее, в 1939 году увидел свет первый сборник рассказов Энти «Слова, словно ветер» (яп. 風の如き言葉 Кадзэ но готоки котоба). После публикации сборника начался продолжительной период молчания.
В 1945 году дом Энти и всё её имущество сгорели после одного из воздушных налётов на Токио в конце Тихоокеанской войны. Период литературного молчания продолжился во многом из-за тяжёлого заболевания (в 1946 году из-за рака матки перенесла гистерэктомию).

## Послевоенный успех
Сочинение новых работ было возобновлено только в 1953 году произведением «Время голода» (яп. ひもじい月日 Химодзии цукихи), получившим положительное мнение критиков. Её роман — жестокая, мучительная история о семейных несчастьях и физическом и эмоциональном лишении, частично основанная на личных опытах военного времени; в 1954 году за эту работу Энти было удостоена Женской литературной премии. После чего начался плодотворный этап в её творчестве Энти и широкое признание её прозы.
С 1950-х и 1960-х годов Энти стала довольно успешна и написала многочисленные романы и рассказы, рассказывающие о женской психологии и сексуальности.
В 1957 году она завершила начатое ещё в 1949 году одно из своих главных сочинений — роман «Пологий склон» (яп. 女坂 Оннадзака), удостоенный затем премии Номы. Как и в большинстве других работ зрелого периода, тема «Пологого склона» — сложный мир неуловимых переживаний женщины и её внутренняя сила, часто подавляющая их выражение. Действия романа разворачиваются в период Мэйдзи и анализируется тяжелое положение женщин, у которых нет альтернативы, кроме как принять унизительную роль, возложенную на них в патриархальном социальном порядке. Главная героиня — жена правительственного чиновника, который содержит наложниц. Лейтмотивом через «Пологий склон» проходит мантра буддийской секты дзёдо «Наму Амида-буцу».
Идеи романа «Пологий склон» получили своё развитие в следующем крупном сочинении Энти «Маски» (яп. 女面 Онна мэн, 1958). В «Масках» главный герой основан на Леди Рокудзё, героине «Повести о Гэндзи». Потеряв сына во время высхождения на гору Фудзи, она манипулирует своей овдовевшей невесткой.
Тема шаманства неоднократно появляется в работах Энти в 1960-х годах. Энти противопоставляла традиции женского подчинения в буддизме с ролью шаманки в местной японской синтоистской религии и использовала это как средство для возмездия против мужчин или расширения прав и возможностей женщин. В «Сказке о Чародейке» (Nama miko monogatari, 1965) она рассказывает историю, разворачивающуюся в период Хэйан, главный герой — императрица Тейши, супруга Императора Ихиджо. Роман получил Премию женской литературы 1966 года. Наряду с «Ожидающими годами» и «Маской», «Сказка о волшебнице» считается её третьей работой, на которую прямо влияет «Сказка о Гэндзи».
В «Сказке о ложных оракулах» (1969—1970) Энти пишет о женских медиумах и владении духами.
Три её истории были отобраны для Премии Танидзаки в 1969 году.
В 1970 году Энти стала членом Японской академии искусств.
Ещё одна тема в сочинении Энти — эротизм у пожилых женщин, которые она рассматривала как биологическое неравенство между мужчинами и женщинами. В «Цвета тумана» (Сайму, 1976) стареющая женщина становится одержимой фантазией, в которой она может оживить себя посредством сексуальных связей с молодыми людьми. В произведениях Энти сочетались элементы реализма и эротической фантазии, стиль, который был новым в то время.

## Более поздняя жизнь
В 1979 году Энти была удостоена звания заслуженного деятеля культуры, в 1985 году был награждена Орденом Культуры. Смерть настигла писательницу 12 ноября 1986 года из-за сердечного приступа в своём доме в районе Янака в Токио. Её могила находится на кладбище Янака.
Немногие из произведений Энти были переведены на русский язык: «Пологий склон» (ISBN 5-9524-2235-7) и «Маски» (ISBN 5-9524-1470-2). Также существует второй перевод «Пологого склона», выполненный с японского языка и получивший в русском издании название «Цитадель» (ISBN 978-5-89332-144-9, см.).

## Значение
Фумико Энти, прожившая долгую литературную жизнь — не только центральная фигура в литературе Японии XX века, сумевшая своими сочинениями заполнить вакуум, образовавшийся между классической и современной литературой, но также и человек, сыгравший важную роль в популяризации японского культурного наследия в многочисленных эссе и переложении на современный язык «Повести о Гэндзи» Мурасаки Сикибу, над которым писательница работала с 1967 по 1972 годы.

## Частичный список работ

### Новеллы
- «Слова, словно ветер» (яп. 風の如き言葉 Кадзэ но готоки котоба; 1939)
- «Сокровища Неба и Моря» (Тэн но сати, уми но сати; 1940)
- «Весна и Осень» (Сюндзу; 1943)
- «Ожидающие годы» (Онна дзака; 1949—1957), английский перевод Джона Бестера
- «Маски» (Онна мэн; 1958), английский перевод Джульетты Винтерс Карпентер
- «Сказка о Чародейке» (Нама мико моногатари, 1965), английский перевод Роджера Кента Томаса.
- «Цвета тумана» (Сайму, 1976)

### Одноактные пьесы
- «Родные места» (яп. ふるさと Фурусато, 1926)
- «Беспокойная ночь поздней весны» (яп. 晩 春 騒 夜 Banshun sōya, 1928)

### Перевод
- «Энти Гэндзи», перевод «Повести о Гэндзи» на современный японский язык.